# Hokejski klub Šišmiš Samobor
Hokejski klub Šišmiš je ženski klub dvoranskog i hokeja na travi iz Samobora.
Nadnevak osnivanja: 1903.
Klupsko sjedište:

## Povijest
Bio je dijelom športskog kluba Šišmiš iz Samobora, kada je isti utemeljio sekciju za hokej na travi 1903.